# Josep Borrell
Josep Borrell Fontelles, špansko-katalonski politik, * 24. april 1947, La Polba de Segur, Španija.
Evropski svet ga je 5. avgusta 2019 imenoval za naslednjega Visokega predstavnika Unije za zunanje zadeve in varnostno politiko, funckijo je opravljal do novembra leta 2024. Pred tem je bil zunanji minister Kraljevine Španije ter predsednik Evropskega parlamenta. Je član Španske socialistične delavske stranke (PSOE).